# Onyx International
ONYX International — китайская компания, выпускающая устройства для чтения электронных книг под торговыми марками ONYX BOOX и ОНИКС БУКС. Она была основана в 2008 году. Городом её базирования является Гуанчжоу. По состоянию на 2025 год ONYX International продаёт свою продукцию в Китае, США, России, Германии, Сингапуре, Польше, Белоруссии, Казахстане и других странах.

## История
Компания ONYX International была основана в 2008 году инженерами, обладающими опытом работы в компаниях IBM, Google, Microsoft, Nortel. Её первое устройство — Onyx Boox 60 — было выпущено осенью 2009 года. В конце того же года оно получило престижную премию за дизайн Red Star Design Award, и примерно в то же время ONYX International начала экспортировать свои читалки в Россию, США, Польшу и Нидерланды (в Нидерландах они продавались компанией Endless Ideas B.V. под маркой BeBook).
В 2010 году были выпущены модификации 60-й модели — упрощённая версия 60S (без сенсорного экрана и модуля wi-fi), а также А60, с металлической рамкой вокруг экрана, которая положительно сказалась на прочности устройства. Кроме того, тогда же компания ONYX International приступила к экспорту своих устройств в Италию и Испанию.
2011 год был отмечен выпуском целого ряда новых моделей: A61S, А60 Pearl, M91S, M90, A62S, A62, i62, M92S, M92. Модель ONYX BOOX A62 стала первой в мире читалкой с дисплеем E Ink Pearl HD и сенсорным экраном, а модели ONYX BOOX M91S, M90, M92 и M92S оказались самыми лёгкими и компактными 9,7-дюймовыми ридерами на рынке. При этом отзывы о модели M91S были довольно противоречивыми и порой прохладными.
В 2012 году ONYX International стала первой компанией в мире, выпустившей читалку с экраном E Ink Pearl HD и инфракрасным сенсорным экраном с функцией «мультитач» — модель i62m Pilgrim. Затем последовал ридер i62ML Aurora, обладавший подсветкой экрана и получивший в 2013 году российскую национальную премию «Продукт года». После этого ридеры ONYX BOOX получали её ещё три раза: в 2014 году (C63ML Magellan), 2016 году (C67ML Darwin) и 2017 году (Monte Cristo 2).
2013 год был отмечен кардинальным изменением платформы – переходом с мобильной версии Linux на ОС Android. Появились модели i63SL Kepler, i63SML Kopernik, i63ML Maxwell и другие; затем был обновлен дизайн некоторых шестидюймовых ридеров. В 2014 году началось сотрудничество ONYX International с фирмой eBook Applications LLC — и в результате на рынок были выведены так называемые фанбуки, то есть ридеры, посвящённые творчеству отдельных писателей. Они обладали уникальным программным обеспечением, авторским интерфейсом и предустановленным контентом.
Кроме того, в 2014 году ONYX International выпустила свои первые читалки с 6,8-дюймовыми экранами — модели T68 Lynx, T76ML Cleopatra и T76SML Nefertiti. В 2015 году была представлена 8-дюймовая электронная книга Moby Dick, а в 2016 году – модель Prometheus, первая в мире 9,7-дюймовая читалка с подсветкой. Годом позже вышла её обновленная версия Prometheus 2, которая стала первым в мире 9,7-дюймовым ридером с дисплеем E Ink Carta.
В 2018 году в продажу поступили модели Max 2 и Note, снабжённые двумя тачскринами и большими экранами E Ink Mobius на пластиковой подложке (диагонали экранов — соответственно 13,3" и 10,3"). С тех пор ежегодно выходили обновлённые версии этих устройств. В 2022 году, однако, на смену серии Max пришла серия Tab X; что же касается серии Note, то она продолжает развиваться, хотя стоит заметить, что по состоянию на май 2025 года в её рамках выпускаются устройства с экранами не на пластиковой, а на стеклянной подложке. 
Кроме того, в 2022 году появилась серия Tab Ultra, в которой представлены ридеры с 10,3-дюймовыми экранами, двумя тачскринами, камерой и увеличенным объёмом памяти, а в 2024 и 2025 годах были выпущены более дешёвые модели Lomonosov 2, Ломоносов 3 и Go 10.3, которые тоже оснащены высококачественными 10,3-дюймовыми E Ink экранами, но уступают по некоторым характеристикам моделям из серий Tab Ultra и Note Air: так, на Lomonosov 2 и Ломоносов 3 есть только один тачскрин, а на Go 10.3 отсутствует подсветка экрана.
Наряду с большими ридерами, компания ONYX International продолжила совершенствовать и устройства с 6-дюймовыми экранами. Так, в 2016 году была представлена модель Monte Cristo в металлическом корпусе и с защитным стеклом. В 2017 году она была обновлена дважды, а затем были и другие «переиздания», но в 2021 году соответствующая серия была закрыта. Продолжения не получила и выпущенная в 2018 году модель ONYX Моя Первая Книга — первый в мире ридер для детей. 
С другой стороны, в 2019—2025 годах появились новые шести- и семидюймовые устройства для широкой аудитории: модели из серий Go, Go Color, Page, Poke, Livingstone, Faust (Фауст), Volta (Вольта), Bering (Беринг), Galileo (Галилео), Raphael (Рафаэль). Продолжает развиваться и популярная серия Darwin, начатая ещё в 2015 году. По состоянию на май 2025 года в магазинах продаётся уже Дарвин 11.
2020 год был отмечен выпуском новых устройств с 7,8-дюймовыми E Ink экранами — это модели Nova 2 и Kon-Tiki. Соответствующие серии обновлялись вплоть до 2023 года, а затем вместо моделей серий Nova и Kon-Tiki стали выпускаться модели Tab Mini C и Faraday, оснащённые цветными 7,8-дюймовыми экранами E Ink Kaleido 3. Кроме того, с начала 2022 года по начало 2024 года была доступна модель Edison, которая снабжалась 7,8-дюймовым экраном, отображавшим 16 градаций серого, а в 2025 году были выпущены новые модели с 7,8-дюймовыми дисплеями: Кон-Тики 4 и Фарадей 2.
В 2021 году фирма ONYX International выпустила свои первые мониторы с E Ink матрицами – Mira и Mira Pro. Монитор Mira был оснащён 13,3-дюймовым экраном с подсветкой и тачскрином, а монитор Mira Pro – 25,3-дюймовым экраном без подсветки и тачскрина. В конце 2023 года начались продажи новой версии Mira Pro – с подсветкой экрана, а в апреле 2025 года был анонсирован монитор Mira Pro Color, оснащённый цветным 25,3-дюймовым дисплеем.
В конце 2024 года компания «МакЦентр» (эксклюзивный дистрибьютор устройств ONYX BOOX в России и Беларуси) объявила о том, что ридеры, разработанные специально для российского и белорусского рынков, отныне будут иметь кириллические названия и выпускаться под маркой ОНИКС БУКС. Тогда же был представлен ряд новых моделей: ОНИКС БУКС Беринг 5, Фауст 7, Дарвин 11, Вольта 6, Галилео 2. В начале 2025 года в продажу поступили читалки ОНИКС БУКС Ломоносов 3 и Кант 3, а весной 2025 года были выпущены ONYX BOOX Note Max и ОНИКС БУКС Фарадей 2, Кон-Тики 4 и Рафаэль 2.

## Актуальные модели
Подробно описаны в соответствующем разделе статьи про бренд ONYX BOOX.

## Основные факты
- Все основатели компании — инженеры, работавшие в западных IT компаниях, но китайцы по национальности.
- Генеральный директор компании – женщина; её зовут Ким Дан, и она возглавляет фирму ONYX International с самого момента основания.
- Компания обладает собственным заводом в Китае и собирает устройства сама от начала до конца.
- Всего за свою историю фирма ONYX International выпустила более 160 моделей ридеров, если принимать во внимание даже те, что отличались друг от друга лишь незначительно (например, комплектацией, цветом корпуса и темами оформления)[13].
- Некоторые модели ридеров ONYX BOOX выпускаются специально для России и Белоруссии.

## ONYX в России
Эксклюзивным дистрибьютором электронных книг ONYX BOOX в России с конца 2009 года является компания МакЦентр. Эта фирма осуществляет оптовую и розничную продажу устройств ONYX BOOX, а также сервисное обслуживание и поддержку. Кроме того, МакЦентр занимается переводом интерфейсов устройств, тестированием некоторых прошивок, вопросами сертификации и локализации, а также готовит руководства пользователя, ведёт работу по сбору пожеланий пользователей и передаёт эти пожелания производителю.
Ранее ридеры ONYX BOOX в России в очень небольших количествах продавали компании GlobusGPS (под торговой маркой globusbook) и Видеосервис (под торговой маркой Perfeo).
По состоянию на май 2025 года ассортимент ONYX BOOX в России существенно отличается от ассортимента в других странах. Все международные версии читалок ONYX BOOX продаются в России, но при этом некоторые ридеры изготавливаются специально для России. Их программное обеспечение лучше адаптировано под нужды русскоязычных пользователей и дополнительно протестировано, в комплект обычно входит обложка, а стиль оформления коробок совсем другой. Цены при этом в ряде случаев более низкие из-за отказа от второго тачскрина (индукционного) и/или меньшего объёма оперативной и постоянной памяти. Бывают и другие аппаратные отличия от международных устройств.

## Критика
Компанию ONYX International иногда обвиняют в выпуске очень большого количества моделей устройств, слишком частом обновлении модельного ряда, а также в шероховатостях программного обеспечения ридеров. Встречаются и жалобы на неравномерность подсветки, а также на высокие цены.
Ранее попадались жалобы на малое время автономной работы в спящем режиме и неравномерную индикацию заряда, однако к 2022 году компания провела «работу над ошибками» и добилась прогресса в этих аспектах. В частности, был заменён поставщик аккумуляторов, в читалки стали устанавливать более современные и энергоэффективные процессоры, а в качестве операционных систем начали использовать значительно более свежие версии ОС Android. При этом в случае с рядом старых моделей на базе Android 4 проблема неравномерной индикации заряда была «решена» способом своего рода маскировки: из прошивки был убран процентный индикатор заряда.

## Конкуренты
- Amazon (Kindle)
- Barnes & Noble (Nook)
- Bigme
- Dasung
- Fujitsu
- Hanvon
- Kobo
- PocketBook International
- reMarkable

Следует отметить, что устройства всех указанных выше фирм, за исключением компании PocketBook International, в России официально не продаются; при этом ввезённые неофициальным образом устройства от Amazon можно купить в некоторых магазинах.